# Bailía de Andorra
La Bailía de Andorra (en catalán: Batllia d'Andorra) es el órgano jurisdiccional de primera instancia e instrucción en los cuatro ámbitos jurisdiccionales del sistema legal del Principado de Andorra.
Este órgano se estructura en secciones civil, penal, administrativa y sección especial de instrucción. La Bailía se encuentra compuesta por el conjunto de bailes (en catalán: Batlles), en un número no inferior a ocho, y por su presidente.
La Bailía y los bailes pueden actuar como tribunal unipersonal o de forma colegiada, siendo competentes en procesos en primera instancia en todos los asuntos contenciosos, excepto los delitos mayores en materia penal.